# Оппіан
Оппіан (грец. Ὀππιανός) — грецький поет, автор дидактичних поем, написаних гекзаметром. Авторство поем «Про рибну ловлю» (або «Галієвтика», Ἁλιευτικά) и «Про собаче полювання» (або «Кінегетика», Κυνηγετικά) раніше приписувалось одному поету. На сьогоднішній день вважається, що вони написані двома різними людьми, однак обидва твори зазвичай видаються разом і вивчаються у порівнянні одне з одним. Поема «Про птахоловство» (або «Іксевтика», Ἰξευτικά), що раніше була приписана Оппіану, не збереглась.

## Оппіан з Аназарбу
Грецький поет, родом з кілікійського міста Корика (Аназарб), який творив за часів правління Марка Аврелія. У анонімній біографії Оппіана йдеться про те, що його батько потрапив в немилість до Луція Віра, співправителя Марка Аврелія, тим, що не надав йому належної поваги під час відвідування Луцієм Корика, і був засланий на Мальту. Оппіан, який супроводжував свого батька на засланні, повернувся назад після смерті Віра в 169 році і переселився в Рим, де підніс Марку Аврелію свої вірші, які настільки сподобалися правителю, що він дав Оппіану по золотому за кожен рядок, взяв його під своє заступництво і дарував прощення батькові. Згодом Оппіан повернувся в своє рідне місто, де незабаром і помер від чуми у віці 30 років. Сучасники поета спорудили статую в його честь. У написі на статуї, що збереглася до нашого часу, оплакується його передчасна смерть і вихваляється його настільки рано проявлена геніальність. Поема Оппіана «Про рибну ловлю», що складається приблизно з 3500 рядків і присвячена Марку Аврелію і його синові Коммоду, збереглася до нашого часу.

## Оппіан з Апамеї
Поет із сирійського міста Апамея. Збереглася його поема «Про собаче полювання» («Кінегетіка»), присвячена імператорові Каракалле, написана після 211 року. Вона складається приблизно з 2150 рядків і розділена на 4 книги, остання з яких, цілком ймовірно, не завершена. Очевидно, автору була відома поема «Про рибну ловлю» і, ймовірно, він задумував свою поему як продовження. Подібно до свого тезки, він добре знав предмет, про який писав і був тонким спостерігачем природи; однак поступався йому в плані стилю і якості віршів. Його гекзаметри також далі відходять від канонічних. Сумнівно, що практично в один час існували два поети-тезки, які писали на схожі теми; можливо, ім'я автора поеми «Про собаче полювання» було не Оппіан, але його сплутали з попередником. У будь-якому випадку, вважається доведеним, що це були дві різні людини.

## Автор Іксевтики
Третя поема, «Про птахоловство» («Іксевтика»), яка раніше приписувалася Оппіану, була загублена. Зберігся її прозовий переклад на грецьку мову, виконаний деяким Евтекнієм. Її автор, ймовірно, Діонісій, якому Суда приписує «Трактат про камені» (Λιθικά).